# Ulrike Liedtke
Ulrike Liedtke (ur. 17 listopada 1958 w Weimarze) – niemiecka polityk i muzykolog, działaczka Socjaldemokratycznej Partii Niemiec (SPD), przewodnicząca Landtagu Brandenburgii (od 2019).

## Życiorys
Po ukończeniu szkoły średniej w Stralsundzie, w 1977 roku rozpoczęła studia z zakresu muzykologii na Uniwersytecie w Lipsku. W 1985 roku uzyskała tytuł doktora nauk humanistycznych (Dr. phil.). Następnie przez kilka lat pracowała w Akademii Sztuk w Berlinie.
W 1990 roku objęła stanowisko kierowniczki wydziału w berlińskim magistracie ds. kultury. Rok później została dyrektorką-założycielką Federalnej i Krajowej Akademii Muzycznej w Rheinsbergu, gdzie kierowała zarówno sprawami organizacyjnymi, jak i działalnością artystyczną. Prowadziła również zajęcia akademickie jako wykładowczyni, a od 2017 roku pracuje jako profesor muzykologii na Uniwersytecie w Poczdamie. 
Społecznie działa m.in. jako wiceprezydentka Niemieckiej Rady Muzycznej, prezydentka Rady Muzycznej Brandenburgii i przewodnicząca Konferencji Rad Muzycznych Landów. Przez wiele lat była członkinią, a także przewodniczącą rad programowych stacji ORB i RBB. Od 2021 roku jest również kanoniczką katedry w Brandenburgii nad Hawelą oraz przewodniczącą oddziału landowego Brandenburgii Związku Opieki nad Niemieckimi Grobami Wojennymi. Jest autorką licznych tekstów, sztuk teatralnych i publikacji na temat muzyki nowej oraz muzyki XVIII wieku. W 2015 roku założyła Niemiecko-Arabskie Dziecięce Teatr Muzyczny w Rheinsbergu. Wśród wielu wyróżnień, jakie otrzymała, znajdują się m.in. Krzyż Zasługi na Wstędze (2001), Nagroda Artystyczna Kraju Związkowego Brandenburgia oraz Nagroda Integracyjna Prezydenta Niemiec (2017) za projekt „Modell Rheinsberg”.
W 1989 roku była współzałożycielką Socjaldemokratycznej Partii NRD (SDP) w Berlinie. Od tego czasu angażuje się w działalność polityczną na poziomie lokalnym. W latach 2016–2019 była przewodniczącą SPD w powiecie Ostprignitz-Ruppin, a od 2019 roku jest radną miejską w Rheinsbergu. W 2014 roku po raz pierwszy uzyskała mandat posłanki do Landtagu Brandenburgii jako kandydatka bezpośrednia w okręgu Ostprignitz-Ruppin I. Do czasu ponownego wyboru w 2019 roku pełniła funkcję rzeczniczki frakcji SPD ds. kultury i nauki.
25 września 2019 roku została wybrana na przewodniczącą Landtagu Brandenburgii. 17 października 2024 roku, podczas pierwszego posiedzenia 8. kadencji parlamentu krajowego, została ponownie wybrana na to stanowisko, uzyskując 70 głosów w pierwszym głosowaniu.